# Високе-Малі
Високе-Малі (пол. Wysokie Małe) — село в Польщі, у гміні Стависьки Кольненського повіту Підляського воєводства.
Населення — 82 особи (2011).
У 1975-1998 роках село належало до Ломжинського воєводства.

## Демографія
Демографічна структура станом на 31 березня 2011 року:
|          | Загалом | Допрацездатний вік | Працездатний вік | Постпрацездатний вік |
| -------- | ------- | ------------------ | ---------------- | -------------------- |
| Чоловіки | 46      | 11                 | 32               | 3                    |
| Жінки    | 36      | 4                  | 23               | 9                    |
| Разом    | 82      | 15                 | 55               | 12                   |